# Andrea Bargnani
Andrea Bargnani   (Roma, 26 d'octubre de 1985) és un exjugador de bàsquet professional italià. Va ser escollit número 1 del draft de l'NBA de l'any 2006, provinent de la Benetton Treviso, on va jugar des del 2003 fins al 2006. El seu mot és "Il Mago" (el màgic).

## Carrera

### Itàlia
Va començar la seva carrera en la temporada 2002-2003, jugant per al modest equip Stella Azzura de Roma, en la Serie B2 italiana. Només un any després va ser fitxat pel Benetton Treviso, en el qual va jugar fins al 2006. Jugant en aquest equip, ja es va enfrontar als Raptors el 20 d'octubre de 2003 en un partit de pretemporada a l'Air Canada Centre. Va anotar 13 punts, va agafar 15 rebots, va fer una robada de pilota i dos taps en 22 minuts de joc. En l'equip italià va tenir un paper primordial, millorant cada any les seves estadístiques fins a convertir-les en les d'una estrella.

### NBA
Ha estat comparat en nombroses ocasions amb el jugador alemany de l'NBA Dirk Nowitzki, a causa de la seva impressionant habilitat per a llençar des del perímetre i també per la seva procedència europea sent un jugador amb molt talent. Als 20 anys, va ser triat en el primer lloc de la primera ronda del Draft de l'NBA de 2006 pel mànager general dels Raptors, Bryan Colangelo. Bargnani va ser el primer jugador europeu, el sisè no americà, i el segon sense experiència en universitats o instituts americans que era triat en primer lloc del draft.
El seu debut en l'NBA amb els Toronto Raptors va tenir lloc l'1 de novembre de 2006, en un partit de la lliga regular contra els New Jersey Nets. En 8 minuts de joc va contribuir 2 punts, 2 rebots i 2 taps. El gener de 2007, Bargnani va ser seleccionat com el Rookie del Mes, seguint així al seu company d'equip Jorge Garbajosa (guanyador del premi el desembre de 2006) i convertint-se així en el sisè jugador dels Raptors a aconseguir aquesta fita.
En finalitzar la campanya, Bargnani va ser inclòs en el millor quintet de rookies. És el tercer italià que juga en l'NBA, després de Vincenzo Esposito (que també va jugar en els Toronto Raptors) i Stefano Rusconi (Phoenix Suns).
El juliol de 2013 va ser traspassat pels Toronto Raptors als New York Knicks.

## Trajectòria
- Stella Azzurra (Serie B2, Itàlia): 2002-2003.
- Benetton Treviso (LEGA, Itàlia): 2003-2006.
- Toronto Raptors (NBA, Estats Units): 2006-2013
- New York Knicks (NBA, Estats Units): 2013-2015
- Brooklyn Nets (NBA, Estats Units): 2015-2016
- Saski Baskonia (ACB, Espanya): 2016-

## Palmarès

### Consideracions personals
- Triat en l'equip dels Rookies per al partit contra els Sophomores del All-Star Game de 2007 a Las Vegas.
- Triat Rookie del mes de l'NBA al gener de 2007.
- Nomenat "Estrella Emergent" de l'Eurolliga en la temporada 2005-2006.
- Nomenat "Millor Jugador Jove Europeu" en la temporada 2005-2006.